# Pusana ruglosa
Pusana ruglosa är en insektsart som först beskrevs av Boris Petrovich Uvarov 1921.  Pusana ruglosa ingår i släktet Pusana och familjen gräshoppor. Inga underarter finns listade i Catalogue of Life.